# Helianthemum conquense
Helianthemum conquense är en solvändeväxtart som först beskrevs av José Borja Carbonell, Rivas Goday, G. López, och fick sitt nu gällande namn av G. Mateo Sanz, V.J. Arán Resó. Helianthemum conquense ingår i släktet solvändor, och familjen solvändeväxter. Inga underarter finns listade i Catalogue of Life.